# フレンズ (YAWMINの曲)
「フレンズ」（英: Friends）は、YAWMINの1枚目のシングル。1991年1月16日にキティレコードから発売された。

## 概要
- 高橋洋子のYAWMIN名義でのシングル。テレビアニメ『らんま1/2熱闘編』エンディングテーマ。
- 同アニメの天道なびき役の高山みなみが『乱馬的企画音盤IV らんま1/2 格闘歌かるた』（1991年12月4日リリース、PCTG-00088）内でカバーしている。
- 『らんま1/2』で使用されたアレンジはCD音源のものとは異なっている。
- カセットテープ版のみ、B面にインストゥルメンタルバージョンが収録されている。
- 高橋洋子はその後、同年10月に本名でシングルを発売し、同年12月にメジャーデビューをした。

## 収録曲
（全作詞：大山潤子）
1. フレンズ [4:56]
作曲：南俊一、編曲：森英治
  - テレビアニメ『らんま1/2熱闘編』エンディングテーマ
2. 地球のハテ・恋のハテ? [2:54]
作曲：村松邦男、編曲：川井憲次
  - PCエンジン用CD-ROM2ソフト『らんま1/2 とらわれの花嫁』エンディングテーマ

## 収録アルバム
| 曲名                  | 収録アルバム                                       | 発売日         | 規格品番      | トラック番号 |
| --------------------- | -------------------------------------------------- | -------------- | ------------- | ------------ |
| フレンズ              | 『らんま1/2 閉幕的主題歌集』                       | 1992年10月21日 | PCCG-00191    | #6           |
| フレンズ              | 『オムニ3 *アニメーション ヒットソング集*』        | 1993年10月25日 | KTCR-1245     | #11          |
| フレンズ              | 『らんま1/2 ミュージックカレンダー '95』           | 1994年         | KACD-3004     | #10          |
| フレンズ              | 『らんま1/2 CDシングル メモリアル・ファイル』      | 1994年         | KACD-4001〜18 | Disc10-#1    |
| フレンズ              | 『らんま1/2 TVテーマソングスコンプリート』         | 1999年3月17日  | PCCG-00491    | #10          |
| フレンズ              | 『決定盤 らんま1/2 アニメ主題歌&キャラソン大全集』 | 2015年8月19日  | PCCK-20118    | Disc1-#10    |
| 地球のハテ・恋のハテ? | 『らんま1/2 CDシングル メモリアル・ファイル』      | 1994年         | KACD-4001〜18 | Disc10-#2    |

## カバー
| 曲名     | アーティスト | 収録アルバム                                | 発売日        | 規格品番   | トラック番号 |
| -------- | ------------ | ------------------------------------------- | ------------- | ---------- | ------------ |
| フレンズ | 高山みなみ   | 『乱馬的企画音盤IV らんま1/2 格闘歌かるた』 | 1991年12月4日 | PCTG-00088 | #16          |